# Mediimorda brusteli
Mediimorda brusteli es una especie de coleóptero de la familia Mordellidae.

## Distribución geográfica
Habita en el sur de Europa.